# Ben Quilty

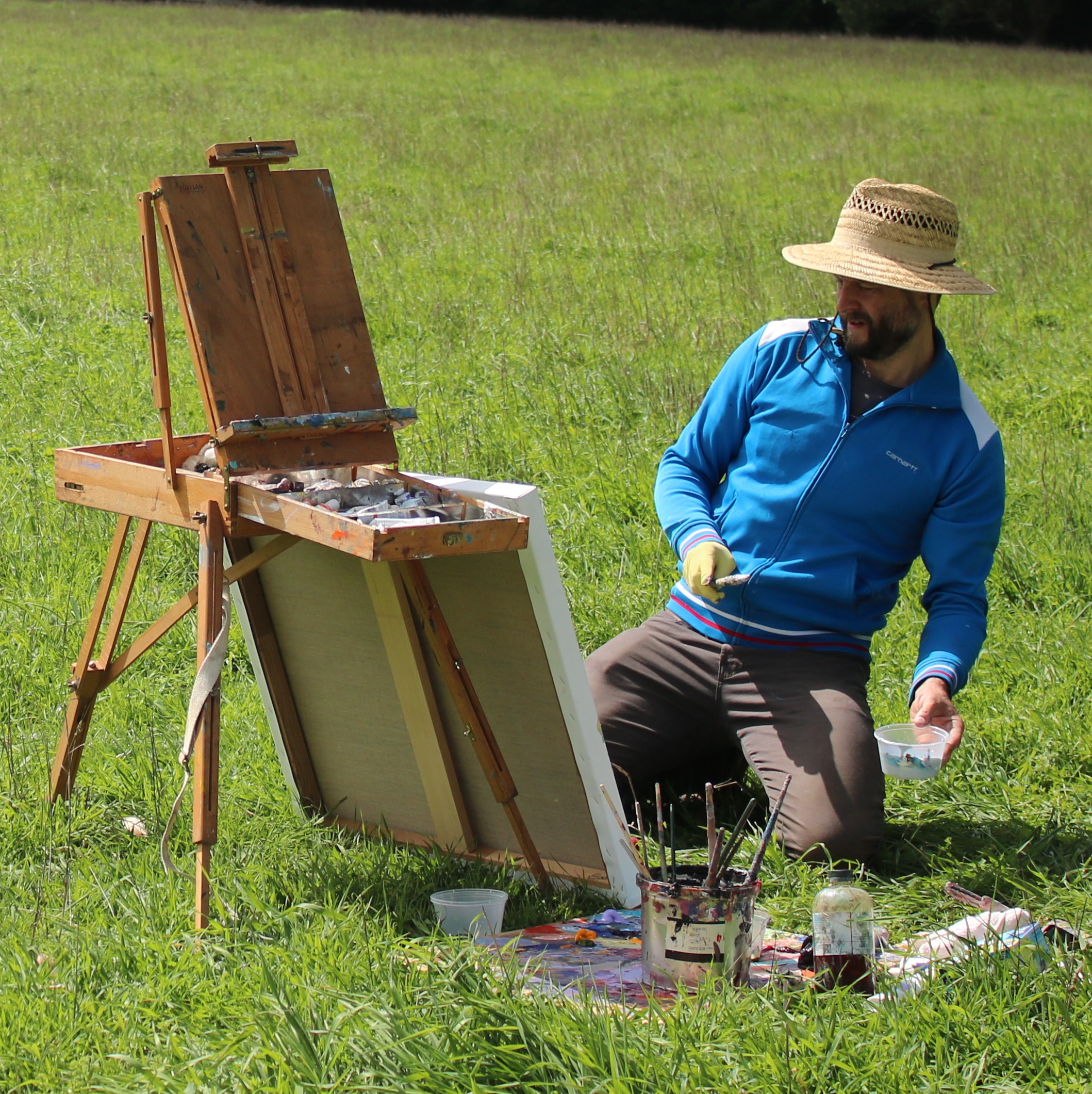
Ben Quilty (2017)

Ben Quilty (* 1973 in Sydney) ist ein australischer Maler.

## Leben und Werk
Quilty wuchs in Kenthurst auf, einer ländlichen Gegend im Nordwesten Sydneys. Er besuchte die Kenthurst Public School und das katholische Oakhill College in Castle Hill. Nach eigenem Bekunden war Ben ein wilder Teenager, dessen Wochenenden von starkem Alkoholkonsum gezeichnet waren. Das Oakhill College markierte den Beginn seiner professionellen Karriere als Künstler. Noch als Schüler zeigte er 1991 seine Abschlussarbeiten zum High School Certificate, dem australischen Equivalent zum Abitur, in der von der Art Gallery of New South Wales ausgerichteten Ausstellung Art Express, wonach er für das Julian Ashton Summer School Scholarship ausgewählt wurde. Darauf studierte er am Sydney College of the Arts der Universität Sydney, das er 1994 als  Bachelor of Visual Arts abschloss. 1996 erlangte er das Certificate in Aboriginal Culture and History an der Monash University in Melbourne. Ein weiteres Studium in visueller Kommunikation, Design und Frauenstudien an der University of Western Sydney schloss er 2002 mit einem Bachelor of Arts ab. 2002 erhielt er das Brett Whiteley Travelling Art Scholarship.
Angesichts der der anfänglich mangelnden Beachtung der Kunstwelt für seine Arbeiten besann sich Quilty in seinen Werken auf seine Vergangenheit, in der er ein rebellischer junger Mann gewesen war. Neben Darstellungen von Autos und grotesken Kompositionen von Siamesischen Zwillingen erlangte er vor allem durch seine abstrakten Porträts bald weltweite Aufmerksamkeit. 2011 verbrachte Quilty im Auftrag des Australian War Memorial drei Wochen als Official War Artist bei der Australian Defence Force im Krieg in Afghanistan mit der Aufgabe, die Aktivitäten der in Kabul, Kandahar und Tarin Kowt eingesetzten Soldaten zu beobachten, aufzunehmen und künstlerisch wiederzugeben. Die Kunstwerke, die während dieser Zeit entstanden, sind heute in der Nationalen Sammlung des Australian War Memorial zu sehen.
Quiltys oft abstrakte Ölmalerei widmet sich einer Reihe von Themen wie Porträts, die Auseinandersetzung mit der männlichen Kultur Australiens, die Todesstrafe, Asylbewerber und die Massaker an australischen Ureinwohnern. Seine Werke befinden sich unter anderem in den Sammlungen der Art Gallery of New South Wales (Golden Soil, Wealth for Toil, 2004; Fairy Bower Rorschach, 2012; Self Portrait, the Executioner, 2015), der Art Gallery of South Australia (Self portrait (as Cook), 2011; Self portrait (as Cook with sunglasses), 2011), der Bendigo Art Gallery (Kuta Rorschach No 2, 2013), der Goulburn Regional Art Gallery (Torana, 2007; Skull Rorschach, 2009), dem Museum of Contemporary Art Sydney (Van Rorschach, 2005), dem  Australischen Parlament (Lead Shot Rorschach, 2013), der Queensland Art Gallery (Sergeant P, after Afghanistan, 2012) und der Newcastle Art Gallery (Cullen ‚before and after‘, 2006).

## Ausstellungen (Auswahl)

### Einzelausstellungen
- 2019 – Retrospektive in der Art Gallery of South Australia (Adelaide), Queensland Art Gallery (Brisbane) und der Art Gallery of New South Wales (Sydney)[6]
- 2015 – Pearl Lam Galleries, Hongkong[16]
- 2014–15 – Bendigo Art Gallery, Bendigo[17]
- 2014 – Galerie Allen, Paris[18]
- 2014 – Saatchi Gallery, London[19]
- 2013 – Drill Hall Gallery der Australian National University,Canberra[20]

### Gruppenausstellungen
- 2017–18 – National Gallery of Victoria, Melbourne[21]
- 2016–17 – Art Gallery of South Australia, Adelaide[22]
- 2014–15 – Pearl Lam Galleries, Hongkong[23]
- 2014 – Melbourne Art Fair[24]
- 2014 – Adelaide Biennial[25]

## Auszeichnungen
Neben vielen anderen Auszeichnungen gewann Ben Quilty 2011 den Archibald Prize für sein Porträt der Künstlerin Margaret Olley, 2009 den Doug Moran National Portrait Prize für seine Darstellung des Musikers Jimmy Barnes, 2007 den National Self Portrait Prize und 2014 den Prudential Eye Award for Contemporary Art in Singapur. Die University of Western Sydney verlieh ihm 2015 die Ehrendoktorwürde.
Ben Quilty lebt und arbeitet in Robertson in den Southern Highlands südlich von Sydney.